# Universelle Hash-Funktion
Eine Universelle Hash-Funktion (manchmal auch als universale Hash-Funktion bezeichnet) ist ein randomisierter Algorithmus, für welchen gilt, dass die Wahrscheinlichkeit einer Kollision in einer Menge mit {\displaystyle n} Elementen höchstens {\displaystyle 1/n} beträgt.
Die Grundidee hinter universellem Hashing ist, die Hash-Funktion zu randomisieren: die Hash-Funktion wird aus einer Klasse von Funktionen zufällig ausgewählt. Somit kann die Wahrscheinlichkeit für schlechtes Laufzeitverhalten gleichmäßig über alle Eingaben verteilt werden.

## Definition
Sei {\displaystyle H} eine endliche Menge von Hash-Funktionen, die eine Menge {\displaystyle K} von Schlüsseln auf die Menge {\displaystyle \{0,1,\dotsc ,m-1\}} abbilden. Eine solche Menge wird als universell bezeichnet, wenn für jedes Paar voneinander verschiedener Schlüssel {\displaystyle k,l\in K} die Anzahl der Hash-Funktionen, für die {\displaystyle h(k)=h(l)} gilt, höchstens gleich {\displaystyle \left|H\right|/m} ist. Mit anderen Worten, mit einer zufällig aus {\displaystyle H} ausgewählten Hash-Funktion ist die Wahrscheinlichkeit für eine Kollision zwischen den Schlüsseln {\displaystyle k} und {\displaystyle l} nicht größer als die Wahrscheinlichkeit {\displaystyle 1/m} einer Kollision, wenn {\displaystyle h(k)} und {\displaystyle h(l)} zufällig und unabhängig aus der Menge {\displaystyle \{0,1,\dotsc ,m-1\}} gewählt werden.
Falls {\displaystyle n} Elemente in einer Hashtabelle {\displaystyle T} der Größe {\displaystyle m} mittels einer zufälligen Hashfunktion {\displaystyle h} aus einer {\displaystyle c}-universellen Familie gespeichert werden, dann ist für jedes {\displaystyle T[i]} mit mindestens einem Schlüssel die erwartete Anzahl Schlüssel in {\displaystyle T[i]} in {\displaystyle O(1+c*(n/m))}.